# Romans du baron Trump

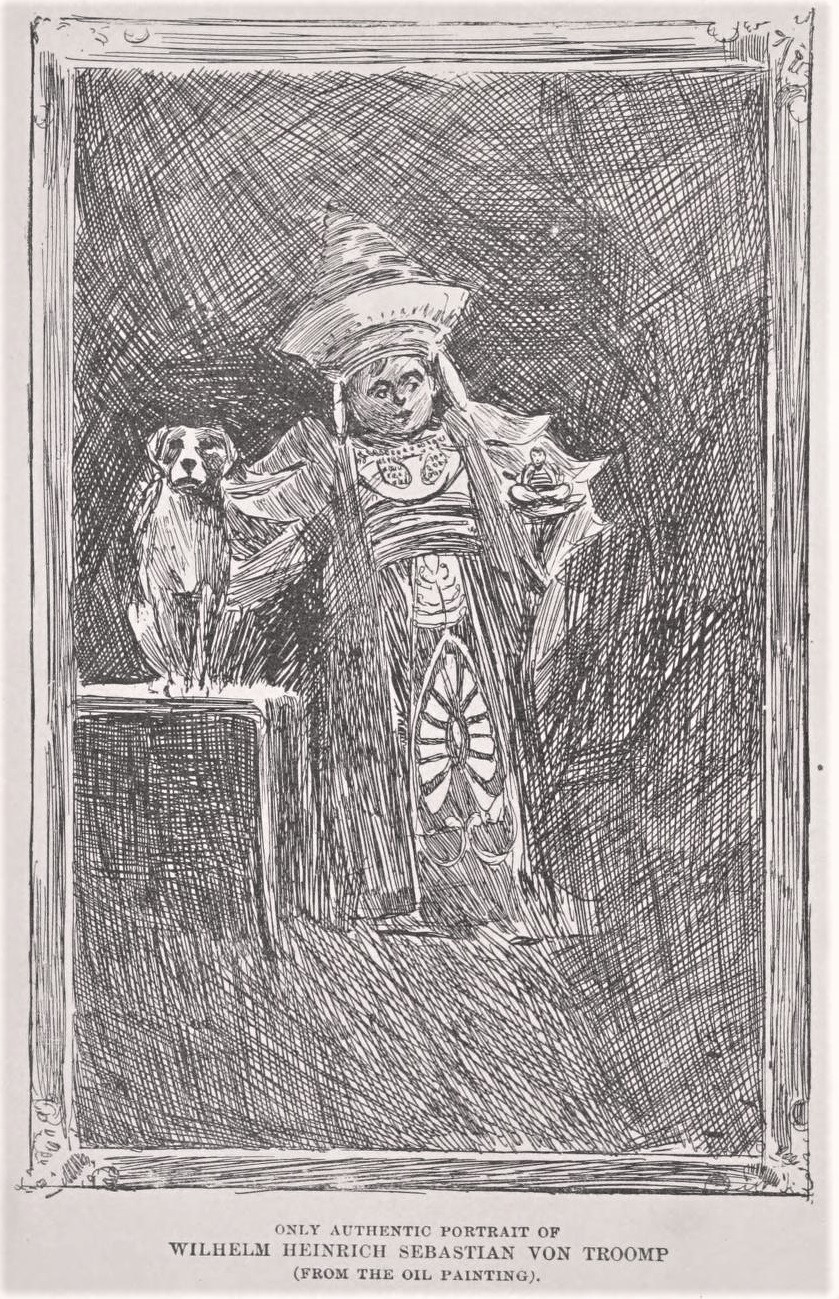
Frontispice du Baron Trump's Marvellous Underground Journey. La légende se lit comme suit: "Seul le portrait authentique de Wilhelm Heinrich Sebastian Von Troomp (de la peinture à l'huile)"

Les romans du baron Trump sont deux romans pour enfants écrits en 1889 et 1893 par l'auteur et avocat américain Ingersoll Lockwood . Ils sont restés méconnus jusqu'en 2017, lorsqu'ils ont attiré l'attention des médias américains pour des similitudes perçues entre le protagoniste et le président américain Donald Trump.

## Publication et réception du XIXe siècle
Lockwood a publié le premier roman, Travels and adventures of Little Baron Trump and his wonderful dog Bulger, en 1889, et sa suite, Baron Trump's Marvellous Underground Journey, en 1893. Les romans racontent les aventures du garçon allemand Wilhelm Heinrich Sebastian Von Troomp, qui s'appelle "Baron Trump", alors qu'il découvre d'étranges civilisations souterraines, offense les natifs, fuit ses relations avec les femmes locales et répète ce schéma jusqu'à son retour à la maison à Castle Trump.
Les romans faisaient partie d'une tendance de la littérature jeunesse américaine qui répondait à la demande d'histoires d'aventures fantastiques déclenchées par Alice au pays des Merveilles (1865) de Lewis Carroll . Ils furent cependant reçus avec indifférence et n'entrèrent pas dans les classiques de la littérature pour jeunesse. Un journaliste de 1891 a écrit à propos de l'un des romans de Lockwood: "L'auteur travaille à travers trois cents pages de récit fantastique et grotesque, frappant de temps en temps une lueur d'esprit ; mais les lueurs émettent peu de lumière et aucune chaleur, et il faut tâtonner pour trouver l'histoire.".

## Redécouverte en 2017
En juillet 2017, les livres ont été redécouverts sur un forum, puis par les médias, qui ont souligné des similitudes entre le protagoniste et le président américain Donald Trump.  Jaime Fuller a écrit dans Politico que le baron Trump est "précoce, agité et enclin à avoir des ennuis". Il mentionne souvent son cerveau massif et a une insulte personnalisée pour la plupart des gens qu'il rencontre. Fuller note également que le baron Trump vit dans un bâtiment portant son nom, "Castle Trump"; et que le vrai Donald Trump vivait dans la Trump Tower depuis des décennies.
De plus, le plus jeune des fils de Donald Trump s'appelle Barron Trump. Chris Riotta a noté dans Newsweek que les aventures du baron Trump commencent en Russie. Riotta a également mentionné un autre livre d'Ingersoll, 1900: Or; The Last President, dans lequel New York est déchiré par les protestations à la suite de la victoire choquante d'un candidat populiste à l'élection présidentielle de 1896, qui entraîne la chute de la république américaine,.
En juillet 2017, le cinéaste et partisan de Trump, Leigh Scott, aurait planifié une campagne de crowdsourcing pour produire une adaptation cinématographique des romans du Baron Trump.